# فولن (ألبوم)
فولن (بالإنجليزية: Fallen) هو أول ألبوم كامل لفريق الألترنيتف ميتال إفانيسنس بالتعاون مع استديو وايند اب للتسجيلات كما أنه الألبوم الأول لهم الذي يحظى بانتشار حول العالم.
صدر الالبوم عام 2003, واحتل المرتبة الأولى لمدة ستة أسابيع كاملة في قائمة أفضل الالبومات مبيعاً في بريطانيا وأيضاً في الولايات المتحدة أحتل الالبوم المركز الثالث لمدة 100 أسبوع. حصل الألبوم على الإسطوانة البلاتينية الأولى في أبريل 2003 والثانية يونية 2003 والثالثة في أكتوبر 2003 والرابعة في يناير 2004 والخامسة في أبريل 2004 والسادسة في نوفمبر 2004 ورشح لنيل جائزة غرامي ل أفضل البوم لعام 2004.

## المبيعات
حصل الألبوم على المركز الرابع في قائمة أفضل الالبومات مبيعاً في الولايات المتحدة لعام 2003 والمركز الثامن لعام 2004 حيث وصلت مبيعات الالبوم في ذلك العام إلى 2.61 مليون نسخة. حقق الالبوم مبيعات وصلت إلى 7.5 مليون نسخة في الولايات المتحدة فقط كما في مملكة المتحدة إلى 1.2مليون نسخة وصلت المبيعات حول العالم إلى 17 مليون نسخة وحتل المركز رابع كافضل البوم مبيعات لعام 2003.

## قائمة الاغاني
- Going Under حتلت المركز 5 على على قائم بليورد لمدة [3]
- Bring me to life تعتبر انجح أغنية في البوم حيث حصلت على  جائزة جرامي لأفضل أداء هارد روك وحتلت المركز 10على قائم بليورد عام 2003 [5]
- Every body is fool حتلت المركز 36على قائم بليورد لمدة.[3]
- my immortalتعتبر ثاني انجح أغنية تم ترشيحها على نيل جائزة إم تي في للأغاني المصورة لأفضل فيديو موسيقى الروك: حتلت المركز 19 على قائمة بليورد عام2004[6]
- Haunted
- Tourniquet
- imaginary
- Taking over me
- hello
- my last breath
- whisper

## روابط خارجية
- فولن على موقع ميتاكريتيك (الإنجليزية)
- فولن على موقع أول موفي (الإنجليزية)